# VDW GmbH
VDW GmbH ist ein deutscher Endodontie-Hersteller mit Hauptsitz in München, der Systeme und Instrumente für Zahnärzte und Endodontologen herstellt und vertreibt. Neben den Produktions- und Verwaltungsstätten betreibt VDW auf dem Gelände der Hauptniederlassung ein Trainingszentrum zur Fortbildung von Zahnärzten. Im Geschäftsjahr 2018/2019 beschäftigte VDW ca. 250 Mitarbeiter aus 17 Nationen und produziert über 60 Mio. Werkzeuge pro Jahr bei einem Gesamtumsatz 2019 von 108 Mio. Euro.

## Geschichte
VDW (Vereinigte Dentalwerke) ist ein Zusammenschluss aus drei Unternehmen (Zipperer, Beutelrock, ANTÆOS).
Zipperer wurde 1869 von Carl Wilhelm Zipperer in München gegründet. Spezialisiert war das Unternehmen auf die Herstellung von Uhrmacher- und Dentalwerkzeugen.
1885 gründete der Zahnarzt J. Beutelrock, Sohn eines Uhrmachers aus Simbach am Inn, eine „Spezialfabrik für eigene Erfindungen“ in München. Diese produzierte hauptsächlich Instrumente zur Ausschachtung des Wurzelkanals und wies damit bereits eine Spezialisierung bei der Herstellung von Dentalwerkzeugen auf.
1919 begann Alfons Ehrler, Manager eines saarländischen Stahlherstellers, ebenfalls in München eine Produktion zahnärztlicher Instrumente. Er benannte seine Unternehmung nach ANTÆOS, einem Riesen aus der griechischen Mythologie. Das Æ steht für Ehrlers Initialen.
1972 fusionierten ANTAEOS, BEUTELROCK und ZIPPERER zu VDW.
1995 begann der Bau der neuen Zentrale sowie der Produktionsgebäude in München.
2010 wurde das Unternehmen ATR „Advanced Technology Research“ (Pistoia, Italien) als VDW Produktionsstandort in den Unternehmensverbund integriert.

## Auszeichnungen
- 2011: Innovationspreis für den Motor des VDW.Silver ReciProc[5]
- 2016: iF Design Award für das Design des VDW.Connect Drive[6]